# Informele top van Duitstalige landen
De informele top van Duitstalige landen wordt sinds 2004 één dag per jaar bijgewoond door de staatshoofden van de zes Europese landen waar het Duits een nationale ambtstaal is. Op deze top worden onderwerpen besproken die van belang zijn voor alle betrokken landen.

## Deelnemers
De deelnemende landen:
- België, vertegenwoordigd door de koning der Belgen (sinds 2014);
- Duitsland, vertegenwoordigd door de bondspresident van de bondsrepubliek Duitsland (sinds 2004);
- Liechtenstein, vertegenwoordigd door de vorst of erfvorst van Liechtenstein (sinds 2005);
- Luxemburg, vertegenwoordigd door de groothertog van Luxemburg (sinds 2014);
- Oostenrijk, vertegenwoordigd door de bondspresident van de republiek Oostenrijk (sinds 2004);
- Zwitserland, vertegenwoordigd door de bondspresident van het Zwitsers eedgenootschap (sinds 2004).

In de marge van de top vinden interministeriële ontmoetingen plaats, in het bijzonder tussen de ministers van binnenlandse zaken.

## Aard en verloop
Tijdens de top ontmoeten de staatshoofden elkaar om actuele thema's te bespreken die alle deelnemende landen aanbelangen. Zo stond de top van september 2016 in het teken van jong ondernemerschap. Deze gesprekken zijn louter informeel en hebben geen directe politieke of diplomatieke implicaties. Naast de eigenlijke besprekingen staan doorgaans enkele bezoeken op het programma; in 2016 werden het Parlement van de Duitstalige Gemeenschap en een school voor buitengewoon onderwijs bezocht.
Sinds 2014 zijn alle landen waar het Duits een officiële landstaal (of, in Luxemburg, een toegestane werktaal voor de overheid) is, vertegenwoordigd op de toppen. Landen zoals Polen, Italië en Namibië, waar het Duits op regionaal of lokaal niveau een officiële taal is, of Frankrijk, waar Duits gesproken wordt zonder dat deze taal een officiële status heeft, zijn niet vertegenwoordigd. Deze beperkte definitie van de Duitstalige wereld, evenals een gebrek aan formele maatregelen in het kader van deze toppen, maken het moeilijk de vergelijking te maken met hechtere, meer vertakte organisaties zoals de Francophonie of het Gemenebest van Naties.

## Voorbije en geplande toppen
Sinds 2004 vindt de top jaarlijks plaats, afwisselend in elk van de deelnemende landen.
| Nr. | Jaar | Gastland      | Plaats                 |
| --- | ---- | ------------- | ---------------------- |
| 1   | 2004 | Zwitserland   | Sankt Gallen           |
| 2   | 2005 | Oostenrijk    | Salzburg               |
| 3   | 2006 | Duitsland     | Meersburg              |
| 4   | 2007 | Liechtenstein | Vaduz                  |
| 5   | 2008 | Zwitserland   | Rapperswil             |
| 6   | 2009 | Oostenrijk    | Eisenstadt             |
| 7   | 2010 | Duitsland     | Lübeck                 |
| 8   | 2011 | Liechtenstein | Vaduz                  |
| 9   | 2012 | Zwitserland   | Chur                   |
| 10  | 2013 | Oostenrijk    | Innsbruck              |
| 11  | 2014 | Duitsland     | Bad Doberan en Rostock |
| 12  | 2015 | Liechtenstein | Vaduz                  |
| 13  | 2016 | België        | Eupen                  |
| 14  | 2017 | Luxemburg     | Luxemburg              |
| 15  | 2018 | Zwitserland   | Sils im Engadin        |
| 16  | 2019 | Oostenrijk    | Linz                   |
| 17  | 2021 | Duitsland     | Potsdam                |
| 16  | 2022 | Liechtenstein | Vaduz en Schaan        |